# Macrosamanea consanguinea
Macrosamanea consanguinea är en ärtväxtart som först beskrevs av John Macqueen Cowan, och fick sitt nu gällande namn av Rupert Charles Barneby och James Walter Grimes. Macrosamanea consanguinea ingår i släktet Macrosamanea och familjen ärtväxter. IUCN kategoriserar arten globalt som livskraftig. Inga underarter finns listade i Catalogue of Life.